# The Line-Up
《The Line-Up》是香港歌手陳奕迅2002年的粵語音樂專輯，於2002年7月24日發行，唱片編號：EEG1067V1。

## 專輯簡介
本專輯內的十首歌曲，分別收錄在兩張音樂光碟內：

第一張光碟內五首歌曲全部由「夕陽」組合負責--陳輝陽監製、加上林夕填詞；

第二張光碟五首歌曲則全部由「雙Wong」組合負責--王雙駿監製、加上黃偉文填詞。

專輯收錄了冠軍愛情流行作品《明年今日》、《人來人往》、節奏感強烈的電子舞曲《隨意門》作為主打歌曲。此外還收錄了一些陳奕迅甚少製作的音樂風格的作品，如帶有藍調味道的《我有我愛你》、由陳奕迅扮演兩男一女聲線演出的嘻哈歌曲《兩名男子街頭相遇》。專輯推出後大受歡迎，贏得各大音樂頒獎禮的金曲獎，亦獲得叱吒樂壇流行榜頒獎典禮的叱吒樂壇至尊唱片大獎，《明年今日》更奪得TVB十大勁歌金曲頒獎典禮--「金曲金獎」成為香港全年年度歌曲。

## 曲目

### Disc 1
| 次序 | 歌名       | 作曲   | 填詞 | 編曲   | 監製          | 音樂錄像                               |
| ---- | ---------- | ------ | ---- | ------ | ------------- | -------------------------------------- |
| 1.   | 心裡有鬼   | 陳輝陽 | 林夕 | 陳輝陽 | 陳輝陽@好好笑 |                                        |
| 2.   | 我有我愛你 | 陳輝陽 | 林夕 | 陳輝陽 | 陳輝陽@好好笑 |                                        |
| 3.   | 明年今日   | 陳小霞 | 林夕 | 陳輝陽 | 陳輝陽@好好笑 | 官方Youtube連結 （页面存档备份，存于） |
| 4.   | 人來人往   | 陳輝陽 | 林夕 | 陳輝陽 | 陳輝陽@好好笑 | 官方Youtube連結 （页面存档备份，存于） |
| 5.   | 季軍       | 張佳添 | 林夕 | 張佳添 | 陳輝陽@好好笑 |                                        |

### Disc 2
| 次序 | 歌名             | 作曲   | 填詞   | 編曲           | 監製   | 音樂錄像                               |
| ---- | ---------------- | ------ | ------ | -------------- | ------ | -------------------------------------- |
| 1.   | 隨意門           | 張佳添 | 黃偉文 | 王雙駿         | 王雙駿 | 官方Youtube連結 （页面存档备份，存于） |
| 2.   | 1874             | 王雙駿 | 黃偉文 | 王雙駿         | 王雙駿 |                                        |
| 3.   | 防不勝防         | 張繼聰 | 黃偉文 | 劉志遠         | 王雙駿 |                                        |
| 4.   | 兩名男子街頭相遇 | 王雙駿 | 黃偉文 | 王雙駿         | 王雙駿 |                                        |
| 5.   | 黑面             | Lisa   | 黃偉文 | The Freak Band | 王雙駿 |                                        |

## 派台歌曲及四台成績
《明年今日》、《人來人往》及《隨意門》
| 歌曲     | 903 專業推介 | TVB 勁歌金榜 | 997 勁爆流行榜 | RTHK 中文歌曲龍虎榜 |
| -------- | ------------ | ------------ | -------------- | ------------------- |
| 明年今日 | 1            | 1            | 1              | 1                   |
| 隨意門   | 1            | 1            | 1              | 1                   |
| 人來人往 | (1)          | 2            | 2              | 2                   |

粗體表示冠軍歌

## 相關獎項或提名

### 專輯《The Line-Up》
- 香港：2002年度叱咤樂壇流行榜頒獎典禮－叱吒樂壇至尊唱片大獎

### 歌曲《明年今日》
- 香港：2002年度勁歌金曲季選 - 第三季金曲
- 香港：2002 年度新城勁爆頒獎禮－新城勁爆歌曲
- 香港：2002 年度新城勁爆頒獎禮－新城勁爆年度歌曲大獎
- 香港：2002年度十大勁歌金曲頒獎典禮－十大勁歌金曲
- 香港：2002年度十大勁歌金曲頒獎典禮－金曲金獎
- 香港：第二十五屆十大中文金曲頒獎禮－十大中文金曲
- 香港：第二十五屆十大中文金曲頒獎禮－全球華人至尊金曲獎
- 香港：2002年度TVB8金曲頒獎典禮－全球華語觀眾最愛粵語歌曲
- 香港：2003年香港電影金像獎－最佳原創電影歌曲（提名）
- 香港：2010年度CASH金帆音樂獎－十週年樂迷至愛大獎－CASH最佳歌曲大獎
- 中國：第三屆華語音樂傳媒大獎－十大華語歌曲
- 中國：華語金曲獎30年經典評選 - 30年30歌《明年今日（十年）》
- 馬來西亞：第二屆金曲紅人頒獎禮－年度最佳紅人金曲獎
- 馬來西亞：第二屆金曲紅人頒獎禮－年度十大紅人金曲獎
- 亞洲：第三屆全球華語歌曲排行榜－年度二十大金曲
- 亞洲：第三屆全球華語歌曲排行榜－最佳作詞（林夕）

### 歌曲《人來人往》
- 香港：2002年度勁歌金曲季選 - 第四季金曲
- 香港：2002 年度新城勁爆頒獎禮－新城勁爆歌曲
- 香港：2002年度叱咤樂壇流行榜頒獎典禮－專業推介 叱吒十大（第二位）
- 香港：2010年度CASH金帆音樂獎－十週年樂迷至愛大獎－最佳歌詞